# 제록스 스타

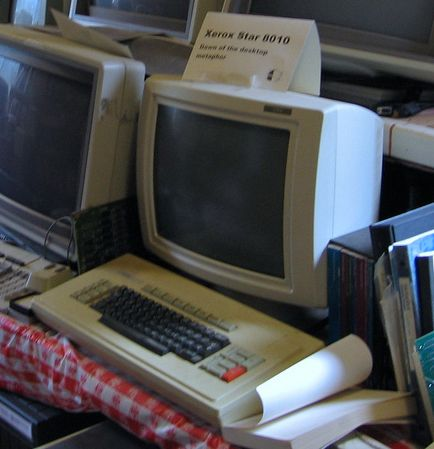
제록스 스타 8010

제록스 스타(Xerox Star) 워크스테이션은 제록스사가 1981년에 도입한 것으로 공식적으로는 제록스 8010 정보 시스템(Xerox 8010 Information System)으로도 알려져 있다. 이 컴퓨터는 비트맵 디스플레이, 창 기반 그래픽 사용자 인터페이스, 아이콘, 폴더, 마우스, 이더넷 네트워킹, 파일 서버, 인쇄 서버, 전자 메일을 포함하여 오늘날 개인용 컴퓨터에 일반화된 다양한 기술들을 통합한 최초의 상업용 시스템이었다.
"스타"(Star)라는 이름은 기술적으로 사무 자동화 시장을 위한 시스템에 판매할 소프트웨어만을 가리키는 데 쓰였다. 8010 워크스테이션은 더 작은 리서치 및 소프트웨어 개발 시장을 위하여 리스프와 스몰토크 기반 소프트웨어를 포함하여 판매되었다.

## 같이 보기
- 파일럿 (운영 체제)